# Oskars Kļava
Oskars Kļava (* 8. August 1983 in Liepāja) ist ein lettischer Fußballspieler, der bei AZAL PFK Baku in der Premyer Liqası spielt.

## Karriere

### Verein
Oskars Kļava begann seine Karriere in seiner Heimatstadt Liepāja, in der Jugend des FK Metalurgs. In der Saison 2002 debütierte der großgewachsene Abwehrspieler erstmals in der Virslīga. Bei seinem Heimatklub blieb er für insgesamt 9 Spielzeiten unter Vertrag, wobei es die erfolgreichste Zeit bei einem Verein in seiner Karriere sein sollte. Mit zwei gewonnenen Meisterschaften in den Jahren 2005 und 2009 sowie dem Pokalsieg 2006 und der Baltic League 2007 endete die Zeit mit dem Wechsel nach Russland im Jahr 2010. Oskars Kļava unterschrieb einen Dreijahresvertrag bei Anschi Machatschkala aus der russischen Premjer-Liga. Für den neuen Verein debütierte er während der bereits laufenden Saison 2010 am 17. Spieltag gegen ZSKA Moskau, nachdem er für Ali Gadschidekow eingewechselt wurde. Im August 2011 wurde er für sechs Monate an den FK Chimki in die zweite russische Spielklasse verliehen. Ein weiteres Mal wurde er an seinen Stammverein in Lettland verliehen um im ersten Teil der Saison 2012 auf Einsatzminuten zukommen. Der auslaufende Vertrag beim Neureichen-Verein aus Machatschkala um den Oligarchen Suleiman Abusaidowitsch Kerimow wurde nicht verlängert, sodass Kļava den Klub verließ. Er unterschrieb im Juli 2012 einen Vertrag beim AZAL PFK Baku aus der Hauptstadt Aserbaidschans.

#### Nationalmannschaft
Oskars Kļava debütierte für die Lettische Fußballnationalmannschaft im Jahr 2005 während des King’s Cup gegen Thailand. Mit der lettischen Auswahl gewann er das traditionsreiche thailändisches Einladungsturnier für Nationalmannschaften nachiegen gegen den Gastgeber, Nordkorea und den Oman. Des Weiteren nahm er an Qualifikationsspielen für Europameisterschaften und Weltmeisterschaften teil. Im Qualifikationsspiel zur EURO 2008 gegen Island das 4:2 für die Letten in Reykjavík endete, konnte der Defensivspieler mit dem Tor zum zwischenzeitlichen 1:1 seinen ersten Treffer im Nationaltrikot erzielen. Im Jahr 2008 gelang ihm mit der Mannschaft der Sieg bei der 42. Austragung des Baltic Cups. Diesen Erfolg konnte er beim Turnier 2012 wiederholen, wobei er im Finale gegen Finnland im entscheidenden Elfmeterschießen zum 5:5 für sein Team traf.

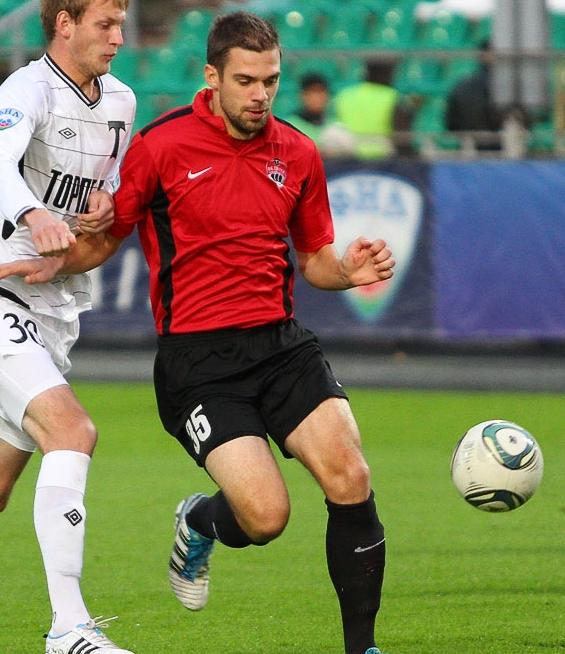
Oskars Kļava im Trikot des FK Chimki (2011)

## Erfolge
mit dem FK Liepājas Metalurgs:
- Lettischer Meister: 2005, 2009
- Lettischer Pokalsieger: 2006
- Baltic League: 2007

mit Lettland:
- Baltic Cup: 2008, 2012
- King’s Cup: 2005